# Cantone di Verneuil-sur-Avre
Il Cantone di Verneuil-sur-Avre è una divisione amministrativa dell'arrondissement di Évreux.
A seguito della riforma approvata con decreto del 25 febbraio 2014, che ha avuto attuazione dopo le elezioni dipartimentali del 2015, è passato da 14 a 40 comuni.

## Composizione
I 14 comuni facenti parte prima della riforma del 2014 erano:
- Armentières-sur-Avre
- Les Barils
- Bâlines
- Bourth
- Chennebrun
- Courteilles
- Gournay-le-Guérin
- Mandres
- Piseux
- Pullay
- Saint-Christophe-sur-Avre
- Saint-Victor-sur-Avre
- Tillières-sur-Avre
- Verneuil-sur-Avre

Dal 2015 i comuni appartenenti al cantone sono i seguenti 40:
- Acon
- Armentières-sur-Avre
- Avrilly
- Bâlines
- Les Barils
- Bourth
- Breux-sur-Avre
- Buis-sur-Damville
- Chanteloup
- Chennebrun
- Corneuil
- Courdemanche
- Courteilles
- Damville
- Droisy
- Les Essarts
- Gournay-le-Guérin
- Gouville
- Grandvilliers
- L'Hosmes
- Illiers-l'Évêque
- La Madeleine-de-Nonancourt
- Mandres
- Manthelon
- Marcilly-la-Campagne
- Moisville
- Nonancourt
- Piseux
- Pullay
- Roman
- Le Roncenay-Authenay
- Le Sacq
- Saint-Christophe-sur-Avre
- Saint-Germain-sur-Avre
- Saint-Victor-sur-Avre
- Sylvains-les-Moulins
- Thomer-la-Sôgne
- Tillières-sur-Avre
- Verneuil-sur-Avre
- Villalet